# ArcelorMittal
ArcelorMittal is de op een na grootste producent van staal ter wereld, met een productie van 58 miljoen ton staal in 2023. De onderneming beschikt over 37 staalfabrieken in zestien landen en twaalf mijnbouwoperaties in negen landen. De groep heeft wereldwijd zo'n 127.000 werknemers in dienst waarvan bijna de helft in Europa.
Het bedrijf ontstond in 2006 uit de fusie tussen Arcelor en Mittal Steel. De zetel van de nieuwe combinatie bevindt zich in Luxemburg-stad, maar het bedrijf houdt kantoor in Londen. De bestuurder en eigenaar is de Indiase ondernemer Lakshmi Mittal, die met zijn familie zowat een derde van de aandelen bezit. Daarnaast is ArcelorMittal genoteerd op Euronext Amsterdam en maakt deel uit van de Amsterdam Exchange Index.

## Activiteiten

### Staal
ArcelorMittal was jarenlang de grootste staalproducent ter wereld. In 2023 stond het op de tweede plaats, na het Chinese Baowu.

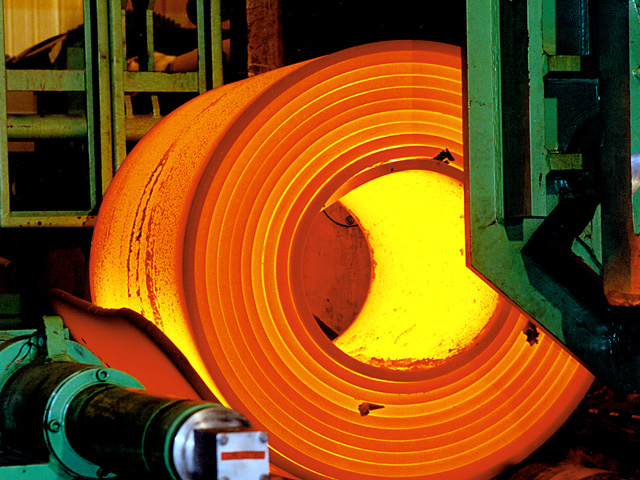
Tubarão

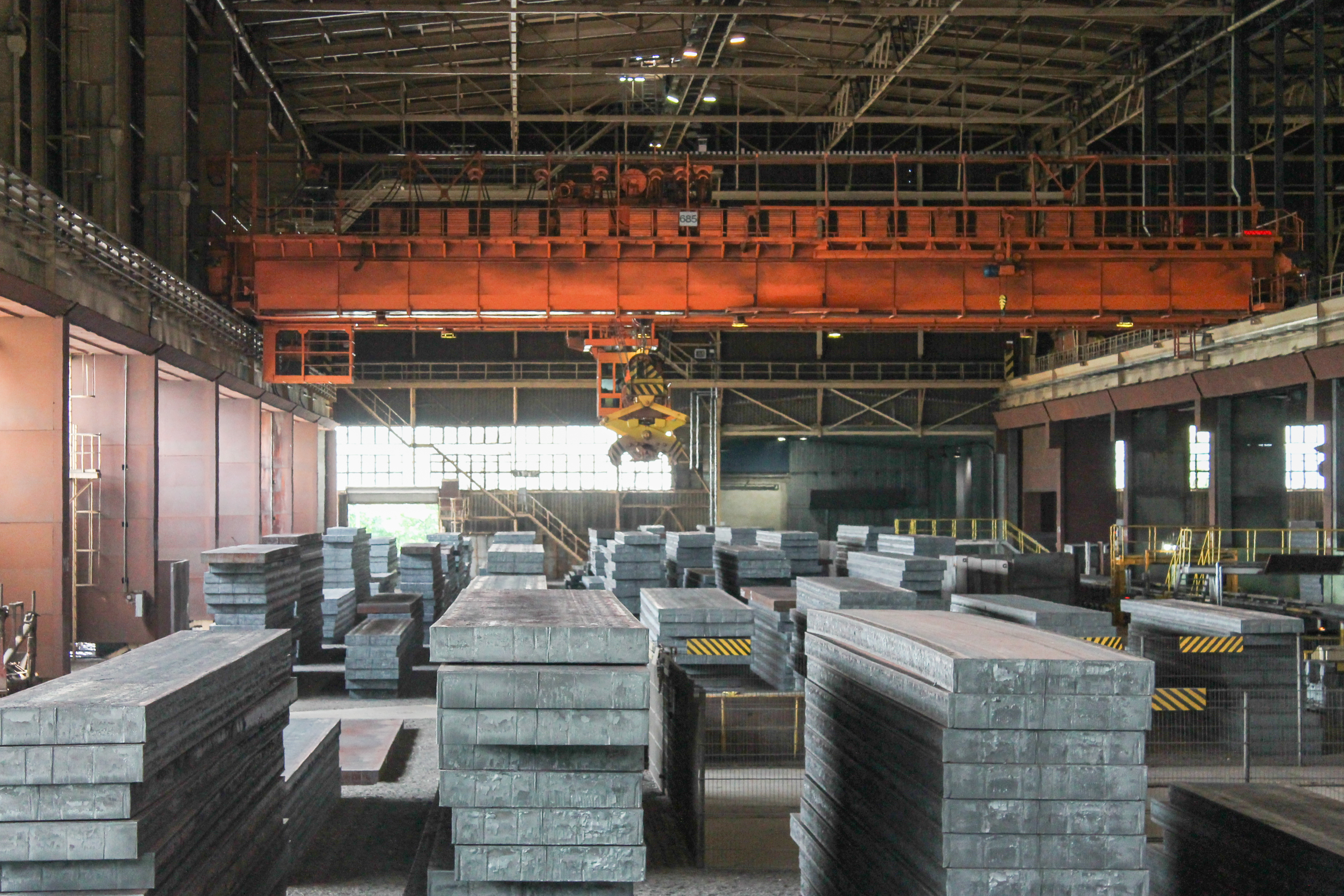
Eisenhüttenstadt

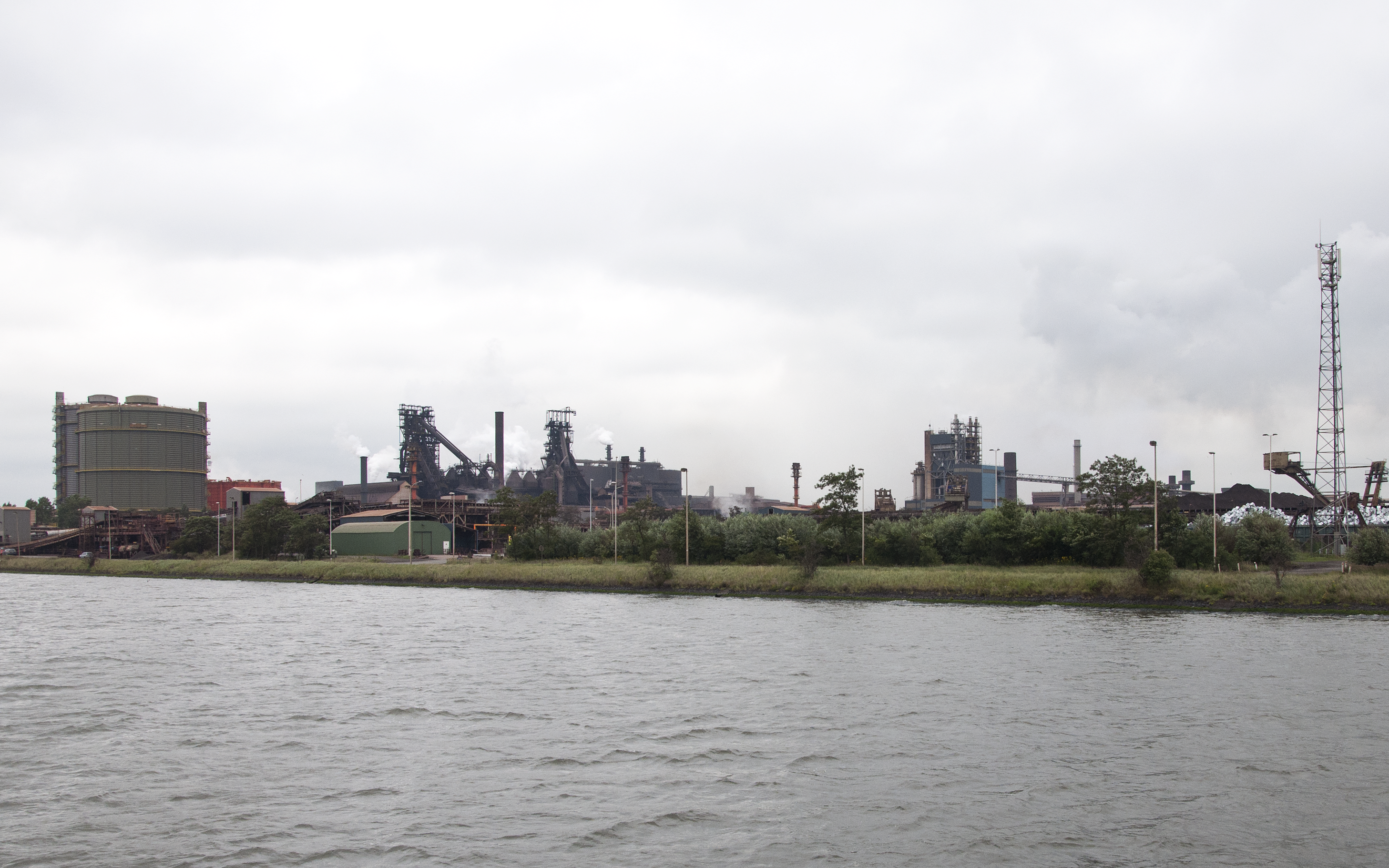
Gent

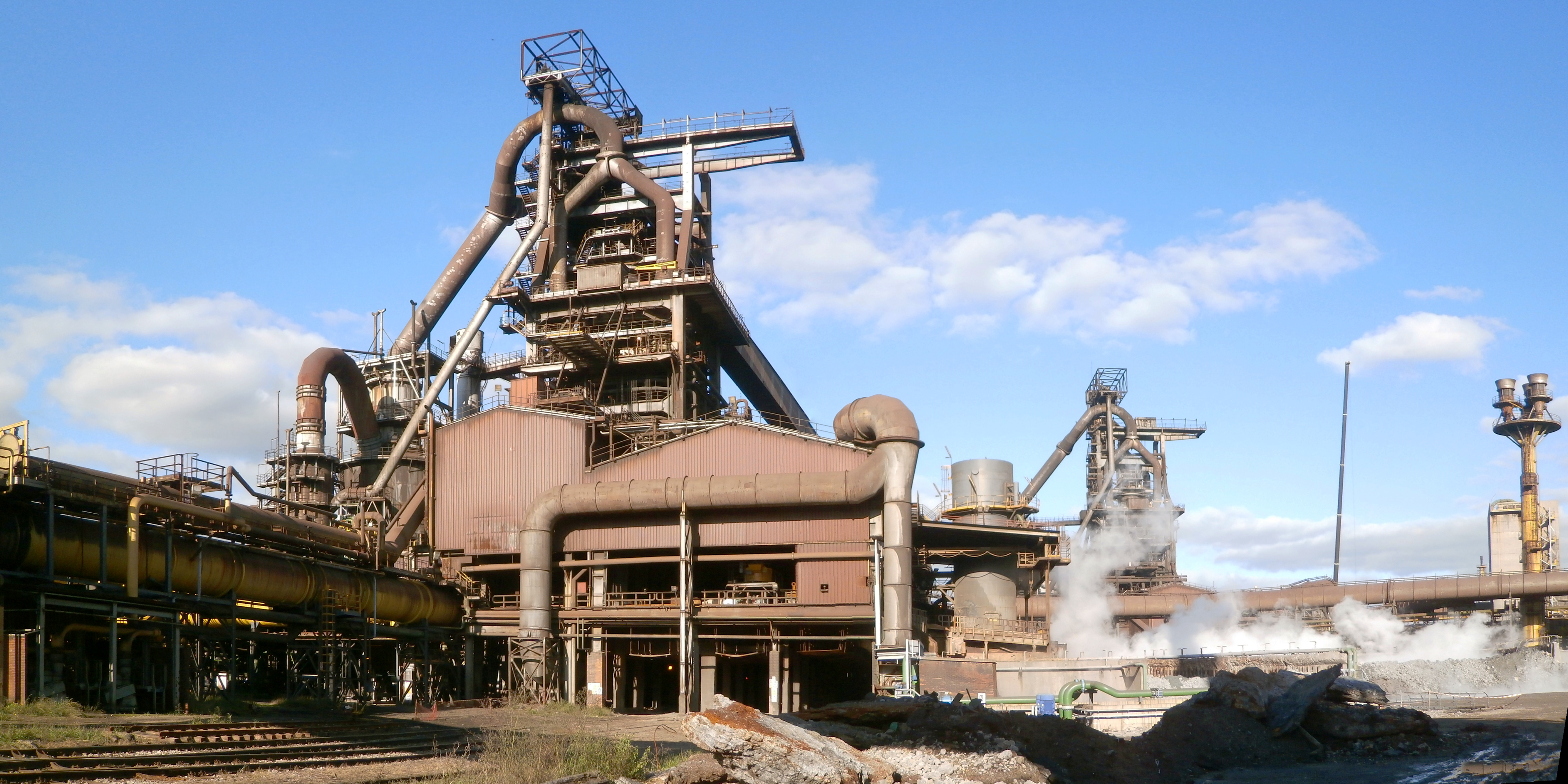
Gijón

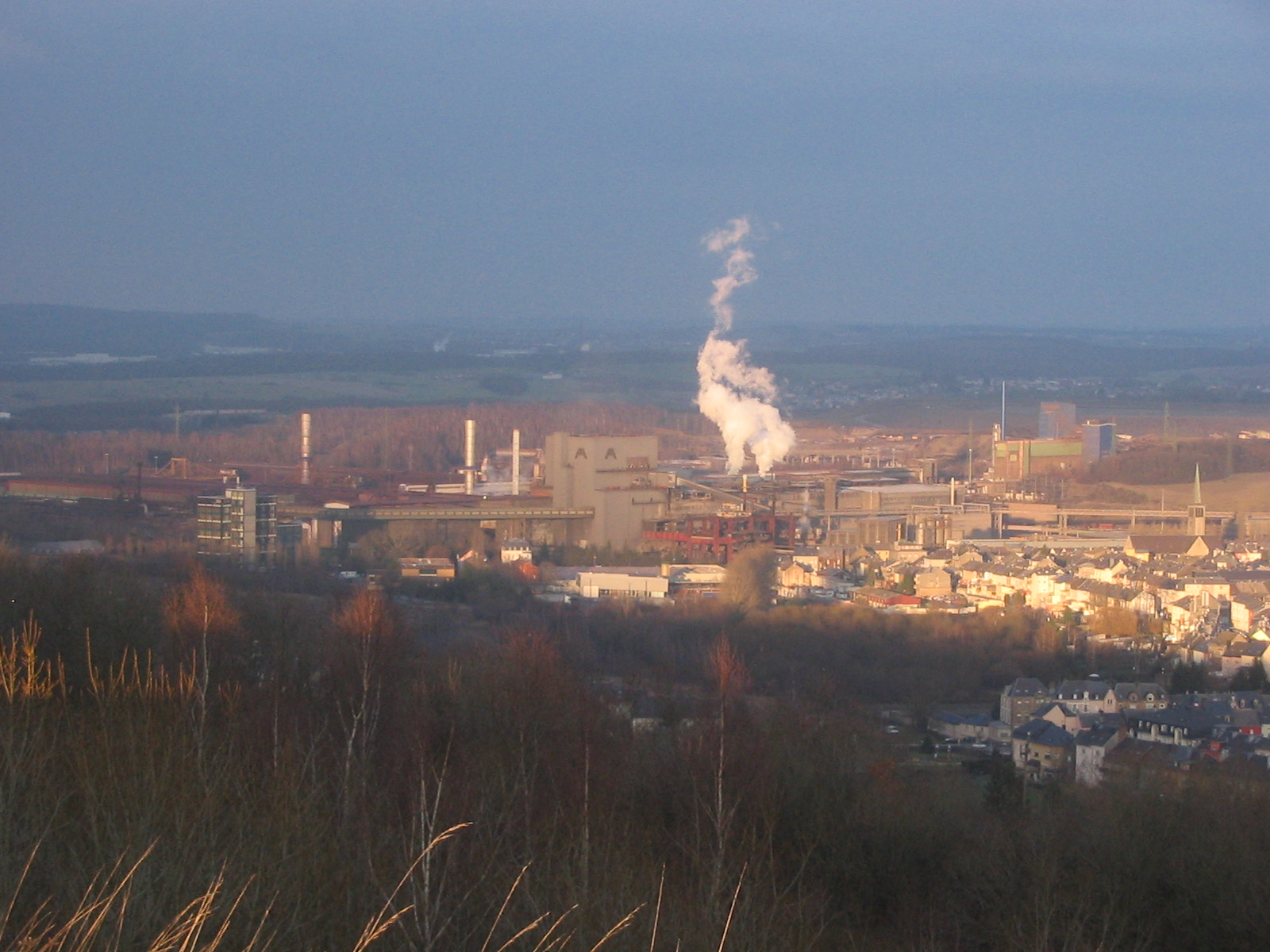
Differdange

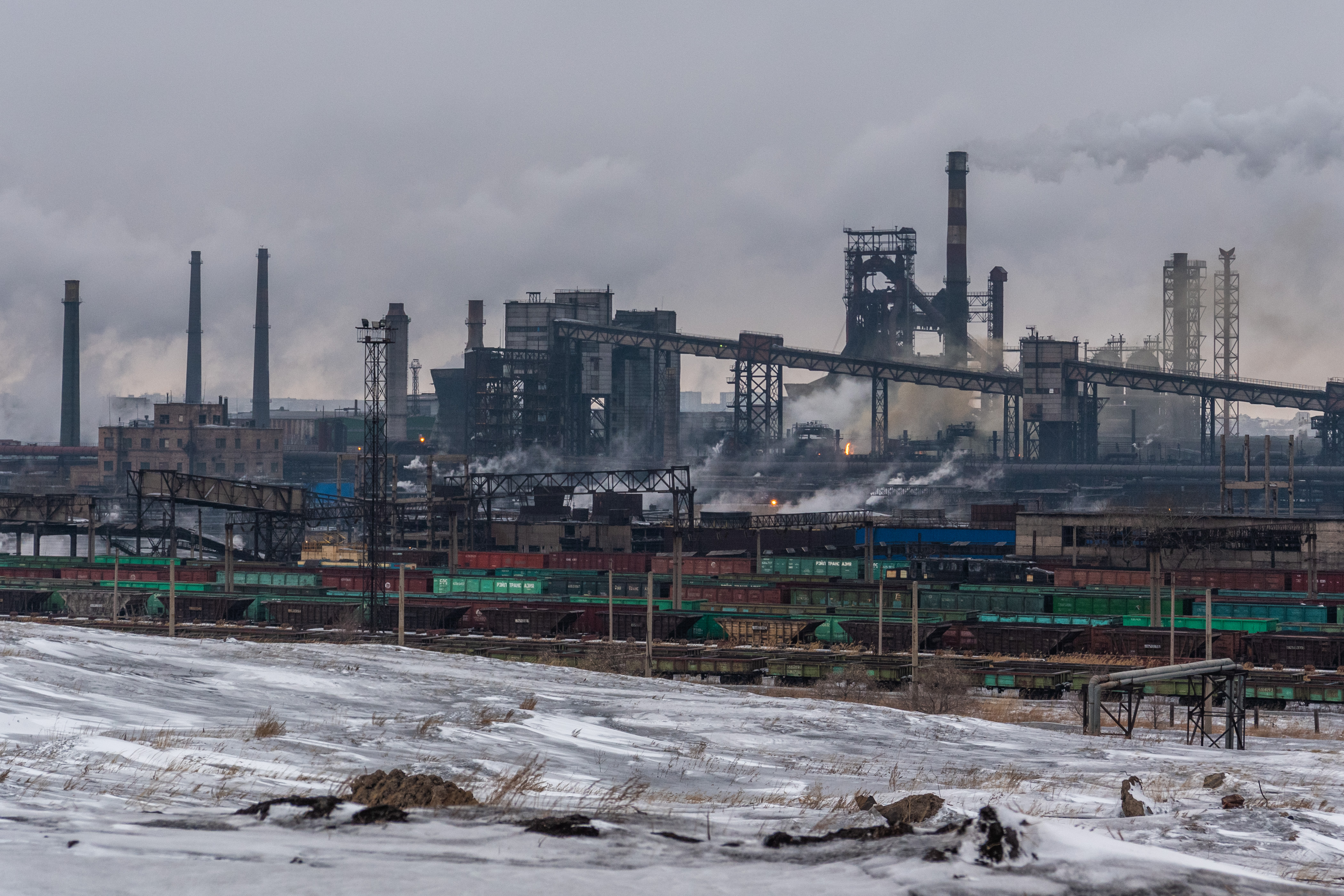
Temirtaū

De activiteiten zijn ingedeeld naar productgroep en regio. Twee derde van het staal wordt verwerkt tot plaatstaal voor automobielen, witgoed en dergelijke. West-Europa is de belangrijkste regio voor ArcelorMittal. Hier werd in 2021 ruim de helft van al het staal geproduceerd, gevolgd door Brazilië met bijna een vijfde deel.

#### Staalfabrieken
ArcelorMittal heeft staalfabrieken in zestien landen. Buiten Europa zijn dit de landen waar de groep ook ijzerertsmijnen heeft. Er wordt zowel met hoogovens als met vlamboogovens ruwstaal gemaakt. In België heeft het fabrieken in  Gent, Genk, Luik en Charleroi. In Gent is de ruwstaalcapaciteit zo’n 5 miljoen ton per jaar. Hier wordt plaatstaal gemaakt waarvan de Europese auto-industrie een belangrijke afnemer is. Voor de auto-industrie worden ook op maat gemaakte lasergelaste chassisonderdelen geproduceerd uit rollen verzinkt staal. In Genk wordt het plaatstaal elektrolytisch verzinkt. In Geel heeft de groep een laklijn waar staalrollen geverfd worden. In Luik wordt staal gegloeid, gegalvaniseerd, verzinkt en gelakt. In Nederland heeft het geen staalfabrieken maar wel distributiecentra in  Deventer en Rotterdam. 
| Bedrijf                                                      | Plaats                          | Startjaar | Activiteit                                                | Ruwstaalcapaciteit |
| ------------------------------------------------------------ | ------------------------------- | --------- | --------------------------------------------------------- | ------------------ |
| NAFTA                                                        |                                 |           |                                                           |                    |
| ArcelorMittal Dofasco                                        | Hamilton (Canada)               | 1912      | plaatstaal                                                | 4,05 mt/jaar       |
| ArcelorMittal Long Products Canada                           | Contrecœur                      | 1914      | staven, draad, platen                                     | 2,4 mt/jaar        |
| ArcelorMittal Lázaro Cárdenas (Sicartsa)                     | Lázaro Cárdenas (Mexico)        | 1976      | platen, betonwapening, draad                              | 6,4 mt/jaar        |
| Brazilië                                                     |                                 |           |                                                           |                    |
| ArcelorMittal Tubarão                                        | Vitória (Brazilië)              | 1983      | platen, (gegalvaniseerd) plaatstaal                       | 7,5 mt/jaar        |
| ArcelorMittal Aços Longos                                    | João Monlevade (Brazilië)       | 1937      | staaldraad                                                | 1,2 mt/jaar        |
| ArcelorMittal Aços Longos                                    | Juiz de Fora (Brazilië)         | 1984      | staven, draad, betonwapening                              | 1,1 mt/jaar        |
| ArcelorMittal Aços Longos                                    | Piracicaba (Brazilië)           | 1955      | staven, draad, betonwapening                              | 1,1 mt/jaar        |
| ArcelorMittal Aços Longos                                    | Barra Mansa (Brazilië)          | 1937      | staven, draad, betonwapening, profielen                   | 800 kt/jaar        |
| ArcelorMittal Aços Longos                                    | Resende (Brazilië)              | 2009      | draad, betonwapening                                      | 1 mt/jaar          |
| Acindar                                                      | Villa Constitución (Argentinië) | 1946      | staven, draad                                             | 1,7 mt/jaar        |
| Europa                                                       |                                 |           |                                                           |                    |
| ArcelorMittal Bremen (Staalfabrieken van Bremen)             | Bremen (Duitsland)              | 1957      | plaatstaal                                                | 3,8 mt/jaar        |
| ArcelorMittal Eisenhüttenstadt (Eisenhuttenkombinat Ost)     | Eisenhüttenstadt (Duitsland)    | 1950      | (gecoate) platen                                          | 2,4 mt/jaar        |
| ArcelorMittal Hamburg (Staalfabrieken van Hamburg)           | Hamburg (Duitsland)             | 1969      | draad, betonwapening                                      | 1,1 mt/jaar        |
| ArcelorMittal Duisburg (Staalfabrieken van Ruhrort)          | Duisburg (Duitsland)            | 1852      | draad, staven, betonwapening                              | 1,3 mt/jaar        |
| ArcelorMittal Belgium (SIDMAR)                               | Gent                            | 1966      | gecoat plaatstaal                                         | 5 mt/jaar          |
| ArcelorMittal Atlantique et Lorraine                         | Duinkerke (Frankrijk)           | 1963      | platen, plaatstaal                                        | 6,75 mt/jaar       |
| ArcelorMittal Méditerranée                                   | Fos-sur-Mer (Frankrijk)         | 1974      | platen, plaatstaal                                        | 5,1 mt/jaar        |
| ArcelorMittal Asturias (UNINSA)                              | Gijón (Spanje)                  | 1971      | platen, draad, rails                                      | 1,2 mt/jaar        |
| ArcelorMittal Sestao                                         | Bilbao (Spanje)                 | 1996      | plaatstaal                                                | 2 mt/jaar          |
| ArcelorMittal Olaberria-Bergara                              | Olaberria (Spanje)              | 1992      | profielen, damwandplaten, rails                           | 1,45 mt/jaar       |
| ArcelorMittal Dąbrowa Górnicza (Staalfabrieken van Katowice) | Dąbrowa Górnicza (Polen)        | 1976      | damwandplaten, draad, profielen, rails                    | 5 mt/jaar          |
| ArcelorMittal Warszawa (Staalfabrieken van Warszawa)         | Warszawa (Polen)                | 1957      | staven                                                    | 750 kt/jaar        |
| Industeel                                                    | Charleroi (België)              | 1863      | platen                                                    | 250 kt/jaar        |
| Industeel                                                    | Châteauneuf (Frankrijk)         | 1965      | platen, lingots                                           | 60 kt/jaar         |
| Industeel                                                    | Le Creusot (Frankrijk)          | 1836      | platen, lingots, roestvast staal, nikkel-legeringen       | 120 kt/jaar        |
| ArcelorMittal Belval & Differdange                           | Differdange (Luxemburg)         | 1896      | zware profielen                                           | 2 mt/jaar          |
| ArcelorMittal Belval & Differdange                           | Esch-Belval (Luxemburg)         | 1911      | damwandplaten, lichte profielen                           | 1,5 mt/jaar        |
| ArcelorMittal Hunedoara (Siderurgica)                        | Hunedoara (Roemenië)            | 1884      | profielen                                                 | 800 kt/jaar        |
| Sonasid                                                      | El Jadida (Marokko)             | 2002      | draad, staven, betonwapening                              | 800 kt/jaar        |
| ArcelorMittal Zenica (Željezara Zenica)                      | Zenica (Bosnië en Herzegovina)  | 1892      | draad, staven, betonwapening                              | 1,94 mt/jaar       |
| ACIS (Afrika + CIS)                                          |                                 |           |                                                           |                    |
| ArcelorMittal Temirtau JSC (Staalfabrieken van Karaganda)    | Temirtaū (Kazachstan)           | 1960      | plaatstaal, buizen                                        | 4 mt/jaar          |
| ArcelorMittal Kryvyi Rih (Kryvorizjstal)                     | Kryvy Rih (Oekraïne)            | 1934      | draad, betonwapening, staven, lichte profielen            | 6,5 mt/jaar        |
| ArcelorMittal South Africa (Iscor)                           | Vanderbijlpark                  | 1947      | platen, plaatstaal                                        | 2,1 mt/jaar        |
| ArcelorMittal South Africa (Iscor)                           | Newcastle                       | 1971      | staven, draad, lichte en zware profielen, naadloze buizen | 1,9 mt/jaar        |
| joint ventures                                               |                                 |           |                                                           |                    |
| AM/NS India (60%, met Nippon Steel)                          | Hazira                          | 1997      | platen, plaatstaal, gelaste buizen                        | 8,8 mt/jaar        |
| Acciaierie d'Italia (40%, met Invitalia)                     | Tarente                         | 1964      | plaatstaal, buizen                                        | 6 mt/jaar          |

De groep heeft verder tientallen fabrieken met walserijen en coatinglijnen waar halffabrikaten uit de staalfabrieken verder worden verwerkt tot eindproducten. Een tweede joint venture met Nippon Steel in het Amerikaanse Calvert verwerkt aangekochte platen tot plaatstaal. Een joint venture met het Chinese Hunan Valin in Loudi verwerkt plaatstaal voor de auto-industrie. De groep heeft verder ook veel buizenfabrieken die gelaste buizen maken van plaatstaal.

#### Gesloten en afgestoten staalfabrieken
De hoogovens van ArcelorMittal Atlantique et Lorraine in het Franse Florange werden in 2013 stilgelegd. Deze hadden een capaciteit van 2,4 miljoen ton op jaarbasis. In 2020 werd ook de cokesfabriek gesloten.
De ISCOTT-staalfabrieken in Point Lisas in Trinidad en Tobago werden in 2016 gesloten en te koop gezet. Ze hadden een jaarcapaciteit van 1 miljoen ton.
De hoogovens in het Poolse Krakau werden in 2020 stilgelegd naar aanleiding van de coronapandemie. Deze hadden een capaciteit van 2,6 miljoen ton per jaar.
Nog in 2020 werd ArcelorMittal Ringmill in het Belgische Seraing verkocht. Hier werden naadloze stalen ringen en treinwielen geproduceerd. De capaciteit was 25 duizend ton per jaar.

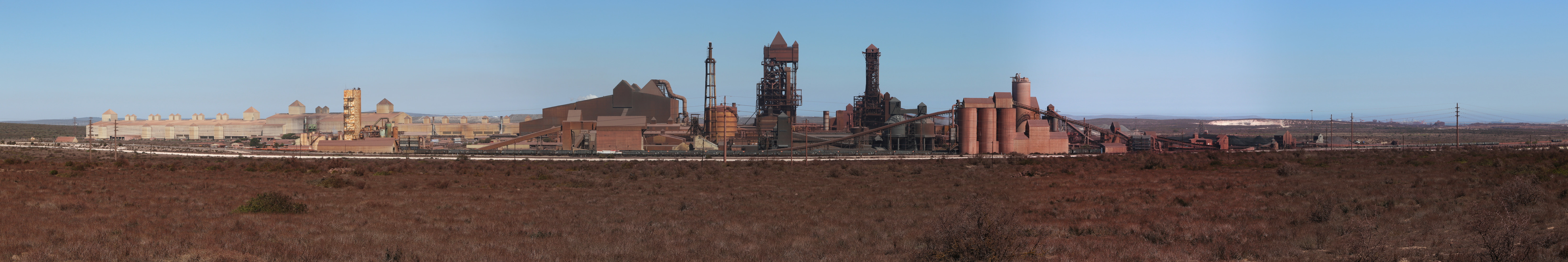
Saldanha

Verder werd ook de fabriek in Saldanha in Zuid-Afrika stilgelegd. Hier werd extra dun plaatstaal gemaakt. De fabriek had een capaciteit van 1,3 miljoen ton ruwstaal per jaar.
In 2021 werden de Ilva-staalfabrieken in het Italiaanse Taranto afgestoten. Deze hebben een jaarlijkse capaciteit van 11,5 miljoen ton.

### Mijnbouw

#### IJzererts
ArcelorMittal heeft ook eigen ijzerertsmijnen of belangen erin en behoort tot 's werelds grootste producenten van ijzererts. In 2021 werd er 50,6 miljoen ton ijzererts gedolven en verwerkt, waarmee in 59 procent van de eigen behoefte werd volzien. De groep is ook voor de helft zelfvoorzienend in direct-gereduceerd ijzer en schroot voor de vlamboogovens.
| Bedrijf                                       | Plaats                                          | Mijnen        | Type        | Productie (2021) | Opmerking                                                                        |
| --------------------------------------------- | ----------------------------------------------- | ------------- | ----------- | ---------------- | -------------------------------------------------------------------------------- |
| ArcelorMittal Mining Canada                   | Quebec                                          | 2             | dagbouw     | 22 mt            | 15% is in handen van onder meer POSCO en China Steel                             |
| ArcelorMittal Mexico Mining Assets            | Michoacán de Ocampo, Sinaloa en Colima (Mexico) | 3             | dagbouw     | 6,9 mt           | de mijn in Colima is een 50/50-joint venture met Ternium                         |
| ArcelorMittal Brasil                          | Minas Gerais                                    | 2             | dagbouw     | 3,4 mt           |                                                                                  |
| ArcelorMittal Prijedor                        | Prijedor (Bosnië en Herzegovina)                | Omarska       | dagbouw     | 1,6 mt           | 49% is in handen van het lokale Iron Ore Mine Ljubija                            |
| ArcelorMittal Kryviy Rih                      | Kryvy Rih (Oekraïne)                            | 2             | dagbouw     | 11 mt            |                                                                                  |
| ArcelorMittal Kryviy Rih                      | Kryvy Rih (Oekraïne)                            | Kirova        | ondergronds | 700 kt           |                                                                                  |
| ArcelorMittal Temirtau Iron Ore Mining Assets | Qostanay, Karaganda en Aqmola (Kazachstan)      | 3             | dagbouw     | 1,8 mt           |                                                                                  |
| ArcelorMittal Temirtau Iron Ore Mining Assets | Karaganda                                       | Atasu         | ondergronds | 1,5 mt           |                                                                                  |
| ArcelorMittal South Africa                    | Limpopo                                         | Thabazimbi    | voorraad    | 360 kt           | ligt sinds 2016 stil; er wordt nog geproduceerd uit vroeger afgegraven materiaal |
| ArcelorMittal Liberia                         | Nimba                                           | Western Range | dagbouw     | 4,2 mt           | 15% is in handen van de overheid                                                 |
| ArcelorMittal Nippon Steel                    | Odisha (India)                                  | 2             | dagbouw     | 6,8 mt           | 60/40-joint-venture met Nippon Steel                                             |
| Baffinland                                    | Baffineiland (Canada)                           | Mary River    | dagbouw     | 5,5 mt           | minderheidsbelang van 25,23%                                                     |

Twee mijnbouwoperaties in de Amerikaanse staten Virginia en Minnesota, Minorca Mines en Hibbing Taconite Mines, werden in 2020 samen met de andere Amerikaanse activiteiten van de hand gedaan.

#### Steenkool
ArcelorMittal heeft acht steenkoolmijnen in Kazachstan die voldoende opleveren voor de staalfabrieken in dat land.
| Bedrijf                | Plaats                 | Startjaar            | Mijnen | Type        | Productie   |
| ---------------------- | ---------------------- | -------------------- | ------ | ----------- | ----------- |
| ArcelorMittal Temirtau | Karaganda (Kazachstan) | 1942 (fusie in 1996) | 8      | ondergronds | 3,3 mt/2021 |

De groep produceerde in 2021 19,4 miljoen ton cokes, waarmee 94 procent van de eigen behoefte werd gedekt. De rest wordt vooral in China, de Verenigde Staten en Colombia aangekocht. De meeste staalfabrieken omvatten een eigen cokesfabriek.
ArcelorMittal Princeton in Princeton (West Virginia) werd in 2020 samen met de rest van de Amerikaanse activiteiten verkocht aan Cleveland-Cliffs. Deze ondergrondse mijn had een capaciteit van 5 miljoen ton per jaar.

### Transport
De dochteronderneming AM Shipping zorgt voor het vervoer van grondstoffen naar de staalfabrieken en halffabrikaten en eindproducten naar afnemers. Daarvoor wordt middels een joint venture samengewerkt met de Monegaskse rederij DryLog.

### Resultaten
Vanaf 2007 gingen Arcelor en Mittal Steel als één onderneming verder. Vanaf 2015 werden plannen gemaakt om de CO2-uitstoot terug te dringen. De Belgische productiefaciliteiten van ArcelorMittal zijn verantwoordelijk voor 8 procent van de totale uitstoot van CO2 in België, en zijn daarmee de grootste uitstoter van het land. Daarnaast stoot de fabriek ook veel zware metalen en fijnstof uit.
| Jaar | Omzet             | Nettowinst        | Staalproductie | Werknemers | CO2-uitstoot |
| ---- | ----------------- | ----------------- | -------------- | ---------- | ------------ |
| 2007 | US$ 105,2 miljard | US$ 7,6 miljard   | 116 mt         | ~311.000   |              |
| 2008 | US$ 125 miljard   | US$ 9,4 miljard   | 103,3 mt       | 315.867    |              |
| 2009 | US$ 65,1 miljard  | US$ 157 miljoen   | 73,2 mt        | ~282.000   |              |
| 2010 | US$ 78 miljard    | US$ 2,9 miljard   | 91 mt          | 273.811    |              |
| 2011 | US$ 94 miljard    | US$ 2,3 miljard   | 91,9 mt        | 260.523    |              |
| 2012 | US$ 84,2 miljard  | US$ −3,4 miljard  | 88,2 mt        | 246.119    |              |
| 2013 | US$ 79,4 miljard  | US$ −2,5 miljard  | 91,2 mt        | 232.353    |              |
| 2014 | US$ 79,3 miljard  | US$ −1,1 miljard  | 93,1 mt        | 222.237    |              |
| 2015 | US$ 63,6 miljard  | US$ −7,9 miljard  | 92,5 mt        | 209.404    | 205 mt       |
| 2016 | US$ 56,8 miljard  | US$ 1,8 miljard   | 90,8 mt        | 198.517    | 204 mt       |
| 2017 | US$ 68,7 miljard  | US$ 4,6 miljard   | 93,1 mt        | 197.108    | 207 mt       |
| 2018 | US$ 76 miljard    | US$ 5,1 miljard   | 92,5 mt        | 208.583    | 204 mt       |
| 2019 | US$ 70,6 miljard  | US$ –2,45 miljard | 89,8 mt        | 191.248    | 196 mt       |
| 2020 | US$ 53,3 miljard  | US$ –700 miljoen  | 71,5 mt        | 167.743    | 160 mt       |
| 2021 | US$ 76,6 miljard  | US$ 15,0 miljard  | 69,1 mt        | 157.909    |              |
| 2022 | US$ 79,8 miljard  | US$ 9,3 miljard   | 59,0 mt        | 154.352    |              |
| 2023 | US$ 68,3 miljard  | US$ 0,9 miljard   | 58,1 mt        | 126.756    |              |

De studiedienst van de Belgische politieke partij pvda berekende dat het Belgische onderdeel ArcelorMittal Finance and Services Belgium in 2009 op een winst van 1,29 miljard euro slechts 496 euro belastingen betaalde door gebruik te maken van de notionele interestaftrek. In 2010 werden op een winst van 1,39 miljard euro zelfs geen belastingen betaald.

## Geschiedenis

### Voor de fusie

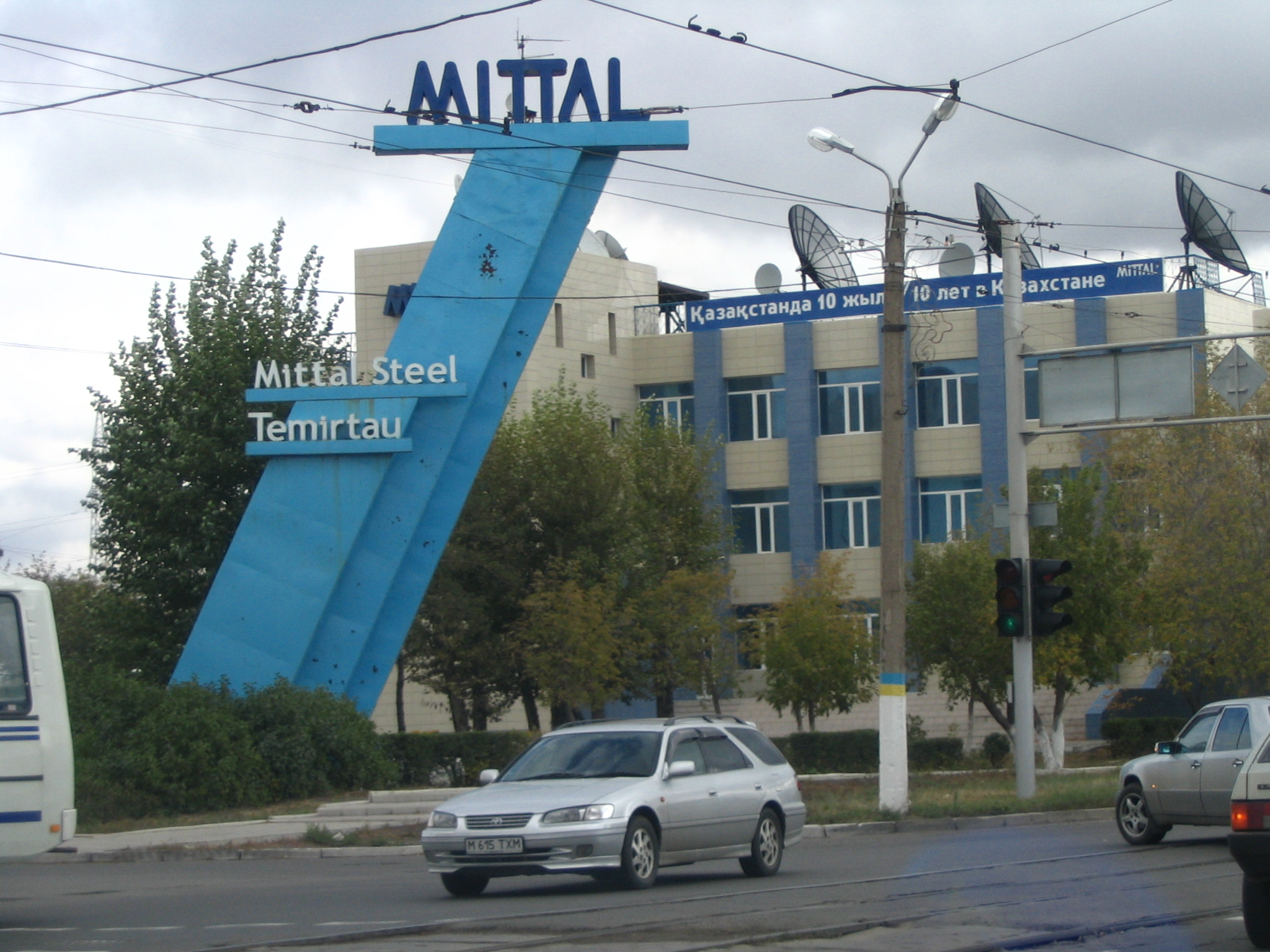
Mittal Steel in Kazachstan

#### Mittal Steel
Mohan Mittal nam in 1971 een kleine staalproducent over en liet zijn zoon Lakshmi bedrijfskunde studeren. Na zijn studie trad hij in dienst van zijn vader en kreeg de opdracht een vervallen staalfabriek in Indonesië te saneren.
Mittal Steel was al voor de fusie met Arcelor 's werelds grootste staalbedrijf, gegroeid door overname en sanering van een groot aantal vaak noodlijdende kleinere staalondernemingen in vele landen. Deze buitengewoon multinationale onderneming was in Nederland geregistreerd met zetel in Rotterdam en beschikte over staalfabrieken in zeventien landen: China, Indonesië, Verenigde Staten, Mexico, Canada, Frankrijk, Duitsland, Polen, Roemenië, Algerije, Zuid-Afrika, Tsjechië, Bosnië en Herzegovina, Noord-Macedonië, Trinidad en Tobago, Kazachstan en Oekraïne.
Het hoofdkantoor was ook toen al in Londen (Berkeley Square) en werd geleid door Lakshmi Mittal en zijn zoon Aditya. De kern van Mittal Steel werd gevormd door de Ispat International ("Ispat" is Hindi voor "staal"), het familiebedrijf van de Mittals. Tot de groep behoorden ook LNM Holdings en de International Steel Group. Die laatste omvatte het Amerikaanse Weirton Steel, Georgetown Steel, Bethlehem Steel, Republic Steel en LTV Steel en Acme Steel.
Mittal Steel was in 2005 's werelds grootste staalproducent. Het produceerde dat jaar 63 miljoen ton ruwstaal, behaalde een omzet van 28,1 miljard dollar en telde 224.000 werknemers.

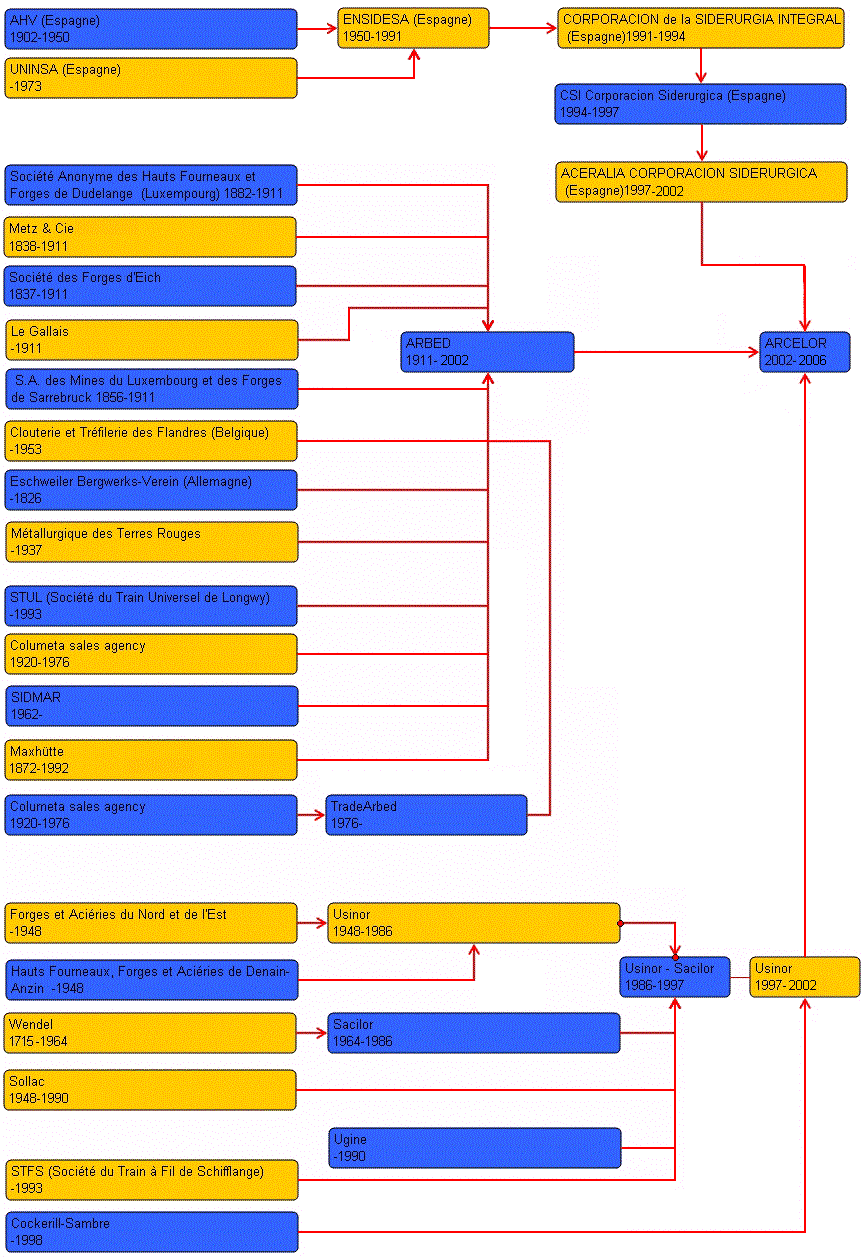
De fusies die tot de vorming van Arcelor hebben geleid

#### Arcelor
Arcelor ontstond in 2002 uit een fusie van het Franse staalbedrijf Usinor (sinds 1998 hoofdaandeelhouder van Cockerill-Sambre), het Luxemburgse Arbed (eigenaar van onder andere Sidmar) en het Spaanse Aceralia. De nieuwe staalgigant moest na enkele jaren evenwel genoegen nemen met de tweede plaats op de wereldranglijst van staalproducenten, achter Mittal Steel. De hoofdzetel van het bedrijf was in Luxemburg gevestigd. De Fransman Guy Dollé kreeg de leiding.
Nog in januari 2006 nam Arcelor de grootste Canadese staalproducent Dofasco over, dat voor de neus van het Duitse staalconcern ThyssenKrupp werd weggekaapt. De overname, vlak voor de "fusie" met Mittal Steel, kreeg nog een staartje. Om te voorkomen dat Dofasco in handen van Mittal Steel zou vallen bracht Arcelor het onder in een Nederlandse trustmaatschappij. Mittal Steel had ThyssenKrupp toegezegd Dofasco na de fusie over te dragen, maar de trustmaatschappij weigerde dat.
Arcelor produceerde in 2006 53,5 miljoen ton ruwstaal, behaalde een omzet van 40,6 miljard euro en telde 104.000 werknemers in zestig landen.

### Overname van Arcelor door Mittal Steel
In januari 2006 deed Mittal Steel een vijandig overnamebod op Arcelor. Arcelor probeerde een overname te verhinderen door eigen aandelen in te kopen en te fuseren met het Russische Severstal. Die plannen vielen echter in slechte aarde bij de aandeelhouders. Daarbij verhoogde Mittal Steel zijn bod tot bijna het dubbele van Arcelors beurskoers. In juni 2006 werd een akkoord bereikt waarbij Mittal Steel 26,5 miljard euro betaalde voor Arcelor. De combinatie was veruit de grootste staalproducent ter wereld met een productie van meer dan 100 miljoen ton – drie keer meer dan nummer twee Nippon Steel en ongeveer 10 procent van de wereldstaalproductie, telde 320.000 werknemers en had een jaaromzet van zo'n 70 miljard dollar. Severstal had recht op 140 miljoen euro compensatie voor de afgesprongen fusie.

### Aankoop van Kamp Omarska
In 2004 kocht Mittal Steel het complex van het voormalige concentratiekamp Omarska in Bosnië en Herzegovina met de intentie om de vroegere ijzerertsmijn terug in gebruik te nemen. Een groep gevangenen die het kamp overleefden pleitte er eind 2004 voor dat de kampgebouwen niet meer in hun oude functie van mijnbouwbedrijf zouden worden gebruikt, maar als monument zouden worden gehandhaafd. Op hun verzoek besloot MittalSteel een deel van het kamp te bewaren, namelijk het beruchte Witte Huis. Op 1 december 2005 vond in Banja Luka een persconferentie plaats, waarbij Mittal Steel aankondigde Omarska te zullen herdenken en de bouw van herdenkingscentrum "Het Witte Huis" zelf te zullen financieren. Echter is dit herdenkingscentrum nog niet gerealiseerd wegens met name zware protesten van de Servische bevolking van Omarska en omstreken.

### Aandeel in Hunan Valin
In 2005 kocht Mittal Steel een belang van 36,67 procent in de afdeling Tube & Wire van de Chinese staalproducent Valin Iron & Steel. Een jaar later was dat belang verwaterd tot 29,49 procent door de conversie van obligaties in aandelen.
Samen met Valin Steel werd een joint venture opgericht om staalrollen te maken voor de sterk groeiende Chinese auto-industrie. In Hunan werd een nieuwe fabriek gebouwd voor Valin ArcelorMittal Automotive Steel of VAMA die in 2014 werd geopend met een jaarlijkse capaciteit van 1,5 miljoen ton.
In 2016 verkocht ArcelorMittal zijn hele belang van nog 10,1% in Valin Steel aan Shenzhen Qianhai Eagle Fund Management nadat de Chinese staalproducent vanwege de overcapaciteit in de Chinese staalproductie had besloten zijn staalactiviteiten af te stoten.

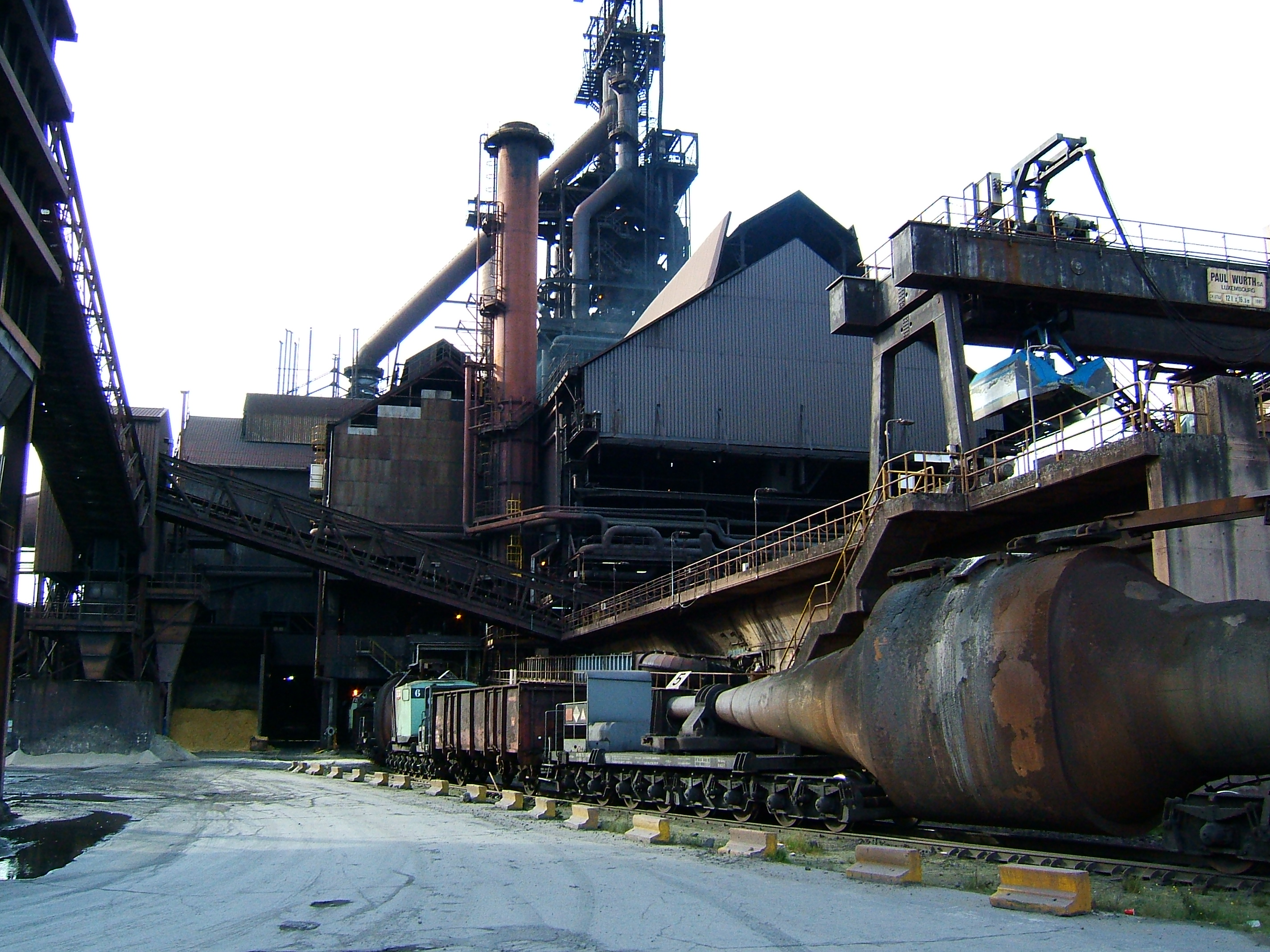
De hoogoven in Ougrée bij Luik in 2006

### Sluiting hoogovens te Luik
In 2011 besloot de directie van ArcelorMittal de twee hoogovens en de productielijn voor warmgewalst staal in Seraing en Ougrée te sluiten. Met het besluit verloren honderden werknemers hun baan. De productie van koudgewalst staal bleef behouden. Er werd nog gezocht naar kopers voor de activiteiten, maar zonder resultaat. In 2014 staakten de hoogovens de productie.

### Verzelfstandiging Aperam
In 2011 heeft ArcelorMittal de roestvrijstaaldivisie Aperam als apart onderdeel naar de Amsterdamse effectenbeurs gebracht. Aperam heeft zes fabrieken in Frankrijk, België en Brazilië. Deze opsplitsing was het gevolg van de slechte markt voor roestvast staal en de bestaande overcapaciteit. De onderdelen die Aperam vormden waren verlieslatend. Topman Laksmi Mittal hoopte dat de twee bedrijven het afzonderlijk beter zouden doen. Europese concurrenten van Aperam waren het Spaanse Acerinox en het Finse Outokumpu.

### Overname Ilva
In 2018 kocht ArcelorMittal in Italië de Ilva-staalfabrieken van de Riva Group. Deze op een na grootste staalfabrieken in Europa waren inefficiënt, te vervuilend en verlieslatend. In 2005 waren ze verantwoordelijk voor 90 procent van de CO2-uitstoot van Italië. ArcelorMittal wilde in de fabrieken investeren maar er ontstond onenigheid met de Italiaanse staat over de kosten van de sanering. In 2021 werd 60 procent van de fabrieken verkocht aan staatsinvesteringsmaatschappij Invitalia voor 1,1 miljard euro.

### Overname Essar
In november 2019 kreeg ArcelorMittal toestemming om het Indiase Essar Steel te kopen van de Essar Group. In 2017 werd deze groep failliet verklaard en moest het onderdelen afstoten. ArcelotMittal bood 6 miljard dollar voor de staalactiviteiten, inclusief de grote en moderne Hazira-staalfabriek, dat na 18 maanden door de rechtbank werd goedgekeurd. ArcelorMittal kreeg nu directe toegang tot de Indiase markt, nadat eerdere pogingen om zelf een nieuwe fabriek op te zetten waren mislukt. Essar Steel produceerde tussen 2016 en 2018 gemiddeld zo'n 6,7 miljoen toen staal per jaar en stond in 2018 op de 58e plaats op de wereldwijde ranglijst van staalbedrijven gemeten naar productie.

### Verkoop ArcelorMittal Ringmill
In mei 2020 werd de verkoop van ArcelorMittal Ringmill aan de Duitse investeringsmaatschappij Callista Private Equity bekendgemaakt. Ringmill in Seraing was een onderdeel van Industeel België en had 88 werknemers. Er werden stalen ringen voor voornamelijk windturbines en treinwielen gemaakt, een niche die niet tot de kernactiviteiten van ArcelorMittal behoorde. Het bedrijf ging verder als Halo Steelrings.

### Verkoop ArcelorMittal USA
In september 2020 werd de verkoop van een groot deel van de Amerikaanse activiteiten aangekondigd. De transactie werd in december 2020 afgerond. Cleveland-Cliffs betaalde 1,4 miljard dollar en nam voor 2 miljard dollar schulden en pensioenverplichtingen over. De overnamesom werd voldaan met 500 miljoen dollar cash, 500 miljoen dollar gewone aandelen en 373 miljoen dollar preferente aandelen. ArcelorMittal is van plan met het geld eigen aandelen in te kopen. In 2019 had ArcelorMittal USA een omzet van 9,9 miljard dollar en leverde het zo'n 12 miljoen ton staal.
Aperam · ArcelorMittal · Brederode · Luxempart · Reinet Investments · RTL Group · SES · Socfinaf · Socfinasia
ABN AMRO · Adyen · AEGON · Ahold Delhaize · AkzoNobel · ArcelorMittal · ASMI · ASML · ASR Nederland · Besi · DSM-Firmenich · Exor · Heineken · IMCD · ING · KPN · NN Group · Philips · Prosus · Randstad · RELX · Shell · Unilever · Universal Music Group · Wolters Kluwer
AB Inbev ·
ABN AMRO ·
Accor ·
ADP ·
Adyen ·
AEGON ·
Ageas ·
Ahold Delhaize ·
AIB ·
Air Liquide ·
Airbus ·
Aker BP ·
AkzoNobel ·
ArcelorMittal ·
Argenx ·
ASMI ·
ASML ·
ASR Nederland ·
AXA ·
Banca Mediolanum ·
Banco BPM ·
Bank of Ireland ·
BioMérieux ·
BNP Paribas ·
Bouygues ·
Bureau Veritas ·
Capgemini ·
Carrefour ·
Crédit Agricole ·
Danone ·
Dassault Systèmes ·
DNB ·
DSM-Firmenich ·
EDP ·
Eiffage ·
Enel ·
ENGIE ·
Eni ·
Equinor ·
EssilorLuxottica ·
Eurofins Scientific ·
Euronext ·
Ferrari ·
FinecoBank ·
Galp Energia ·
Generali ·
Heineken ·
ING ·
Intesa Sanpaolo ·
INWIT ·
Ipsen ·
J. Martins ·
KBC ·
Kering ·
Kerry ·
Kingspan ·
Kongsberg Gruppen ·
KPN ·
Legrand ·
Leonardo ·
LVMH ·
Mediobanca ·
Michelin ·
Moncler ·
Mowi ·
NN Group ·
Norsk Hydro ·
Orange ·
Pernod Ricard ·
Philips ·
Poste Italiane ·
Prosus ·
Prysmian ·
Publicis ·
Recordati ·
Renault ·
Ryanair ·
Safran ·
Saint-Gobain ·
Sanofi ·
Schneider Electric ·
Shell ·
Snam ·
Société Générale ·
Sodexo ·
Stellantis ·
STMicroelectronics ·
Telenor ·
Tenaris ·
Terna ·
Thales ·
TotalEnergies ·
UCB ·
UMG ·
Unibail-Rodamco-Westfield ·
UniCredit ·
Unipol ·
Veolia Environnement ·
VINCI ·
Wolters Kluwer